# Titanoeca caucasica
Titanoeca caucasica is een spinnensoort in de taxonomische indeling van de rotskaardespinnen (Titanoecidae).
Het dier behoort tot het geslacht Titanoeca. De wetenschappelijke naam van de soort werd voor het eerst geldig gepubliceerd in 1985 door Peter Mikhailovitch Dunin.